# Oka (Angara)
Die Oka (russisch Ока; burjatisch Аха (kyrill.) bzw. Acha (lat.)) ist ein 630 km langer, südwestlicher und orographisch linker Zufluss der Angara in Sibirien, Russland.

## Verlauf
Die Oka entspringt im Westen der Republik Burjatien im Ostteil des Ostsajan. Ihre Quelle liegt etwa 30 km nordnordöstlich des 3492 m hohen Berges Munku Sardyk im kleinen Okinskoje-See.
Die Oka fließt nach Norden in den äußersten Süden des Mittelsibirischen Berglands ein. Dabei durchfließt sie in sonst kaum besiedeltem Gebiet in der Oblast Irkutsk unter anderem die Stadt Sima.
Der Unterlauf des Flusses liegt im Staubereich des Bratsker Stausees der Angara.

## Einzugsgebiet und Zuflüsse
Das Einzugsgebiet der Oka ist 34.000 km² groß. Zu ihren Zuflüssen gehören mit orographischer Zuordnung (l = linksseitig, r = rechtsseitig), Gewässerlänge, Mündungsort mit Okaflusskilometer und – wenn bekannt – Einzugsgebietsgröße unter anderem (flussabwärts betrachtet):
- Dibi (l; 100 km), oberhalb Orlik, km 519; 1.510 km²
- Tissa (l; 117 km), unterhalb Orlik, km 501; 3.020 km²
- Cholto-Oka (l; 108 km), weit unterhalb Chuschir, km 372; 2.430 km²
- Tagna (r; 158 km), etwas oberhalb Sima, km 178; 2.550 km²
- Sima (l; 207 km), direkt oberhalb Sima, km 139; 4.460 km²
- Kimiltei (l; 141 km), etwas unterhalb Sima, nahe Kimiltei, km 92; 3.220 km²
- Alka (l; 93 km), einiges unterhalb Sima, nahe Ujan, km 62; 989 km²